# 虹ヲコエテ
「虹ヲコエテ」（にじをこえて）は、大黒摩季の21枚目のシングル。

## 概要
- 1999年12月31日の初のカウントダウンライブをもって一時充電休養、またビーイング離脱後、初めてリリースされたシングル。
- 2001年8月11日の「FUN」に出演して「虹ヲコエテ」を歌い、初のトークにも参加した。現在「虹ヲコエテ」を歌番組で歌ったのは「FUN」のみである。
- オリコンデイリーチャート初登場は8位と健闘したものの、週間チャートでは12位となり、ベスト10入りを逃している。
- 大黒摩季初のマキシシングルとしてリリースされた。

## 収録曲
1. 虹ヲコエテ
  - 森永乳業ラクトフェリンヨーグルトTV-CFソング
2. クラクラさせてよ
3. Cross Fade
4. 虹ヲコエテ（Instrumental）

## 参加ミュージシャン
- 作詞：大黒摩季（#1,#3）
- 作詞：大黒摩季、TIZ（#2）
- 作曲：大黒摩季（#1〜#4）
- 編曲：葉山たけし（#1〜#4）

## 収録アルバム
虹ヲコエテ
- O (2001年12月12日) - オリジナルバージョンとライブバージョンの2種類を収録
- LUXURY 22-24pm (2009年2月4日) - セルフカバーバージョンを収録
- GOLDEN☆BEST 大黒摩季 (2010年12月8日)
- Greatest Hits 1991-2016 〜All Singles +〜（2016年11月23日）

クラクラさせてよ
- O (2001年12月12日) - オリジナルバージョンの他に、約20秒のアレンジバージョンも収録

Cross Fade
※アルバム未収録